# 1649
| 1649               |
| ------------------ |
| Dødsfald - Fødsler |
|                    |

| Gregoriansk kalender | 1649 MDCXLIX            |
| Ab urbe condita      | 2402                    |
| Armensk kalender     | 1098 ԹՎ ՌՂԸ             |
| Kinesiske kalender   | 4345 – 4346 戊子 – 己丑 |
| Etiopisk kalender    | 1641 – 1642             |
| Jødisk kalender      | 5409 – 5410             |
| Hindukalendere       |                         |
| - Vikram Samvat      | 1704 – 1705             |
| - Shaka Samvat       | 1571 – 1572             |
| - Kali Yuga          | 4750 – 4751             |
| Iransk kalender      | 1027 – 1028             |
| Islamisk kalender    | 1059 – 1060             |

Konge i Danmark: Frederik 3. – 1648-1670
Se også 1649 (tal)

## Begivenheder
- Corfitz Ulfeldt forhandler sig frem til en dansk-nederlandsk forsvarspagt. Desuden får nederlænderne fri passage gennem Øresund for en fast pris på 140.000 rigsdaler. (se også øresundstold)
- 30. januar – Kong Karl 1. af England henrettes for forræderi.
- Cromwells erobring af Irland i årene 1649-53
- Store dele af Grenaa Kirkes indre blev ødelagt ved en brand.

## Født
- 2. februar – Pave Benedikt 13., pave fra 1724 til sin død 1730.
- 4. juli – Sophie Amalie Lindenov, dansk godsejer, død 1688.
- 23. juli – Pave Clemens 11., pave fra 1700 til sin død 1721

## Dødsfald
- 30. januar – Karl 1. af England, konge af England, Skotland og Irland, født 1600.
- 11. november – Ellen Marsvin, dansk-svensk adelsdame og godssamler, født 1572.